# Russelia
Russelia ist eine Gattung aus etwa 40 bis 50 Arten mit meist kleinen Blättern  und roten Blüten in der Familie der Wegerichgewächse (Plantaginaceae). Das Verbreitungsgebiet erstreckt sich von Mexiko bis nach Südamerika. Eine Art wird häufig als Zierstrauch verwendet.

## Beschreibung

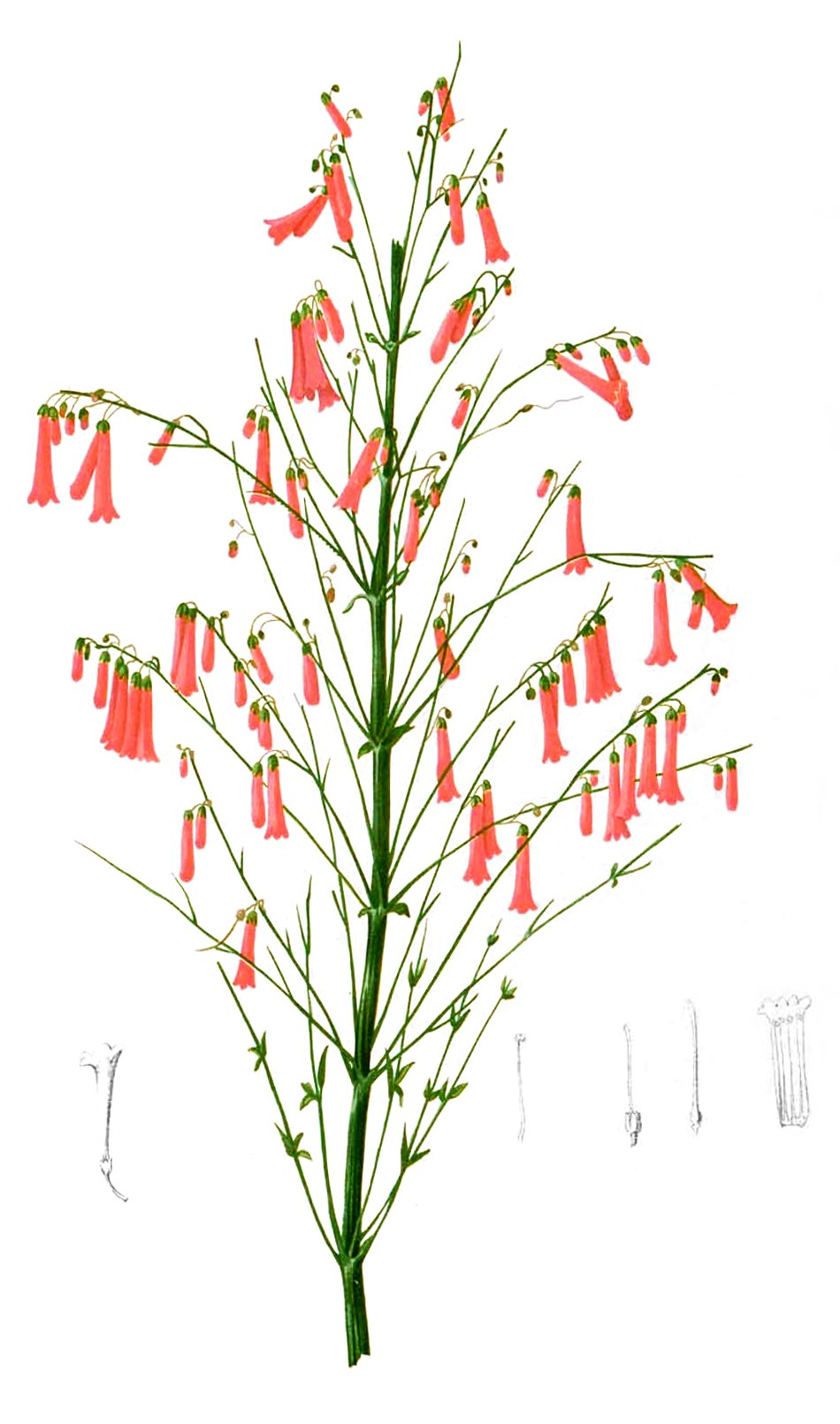
Illustration aus Blanco von Russelia equisetiformis

### Vegetative Merkmale
Russelia-Arten bilden stark verzweigte, aufrechte oder kriechende Sträucher oder Halbsträucher. Die gerieften bis kantigen Ästen sind flaumig behaart oder verkahlend.
Die wirtelig oder gegenständig angeordneten, sitzenden bis gestielten Laubblätter sind relativ klein und die höher liegenden sehr klein bis schuppen- oder nadelförmig.

### Generative Merkmale
Die seitenständigen, zymösen oder rispigen Blütenstände enthalten nur ein bis vier Blüten. Es werden keine Vorblätter gebildet.
Die zwittrigen Blüten sind fünfzählig mit einer doppelten Blütenhülle. Die fünf Kelchblätter sind nur an ihrer Basis verwachsen. Die ungleichen Kelchlappen sind lanzettlich bis eiförmig. Die fünf auffällig roten oder rosafarbenen, selten weißen Kronblätter sind röhrig bis glockenförmig verwachsen und die etwas zweilappige Krone endet in fünf Kronlappen. Die Krone ist meist außen kahl und innen in der Nähe des Schlundes und am Ursprung der Staubbäden flaumig behaart. Die vier didynamischen Staubblätter überragen die Kronröhre nicht. Oft ist Staminodium vorhanden. Die oft flaumig behaarten Staubfäden sind direkt über der Basis der Kronröhre inseriert. Die Staubbeutel sind zweifächrig. Der zweikammerige Fruchtknoten ist oberständig. Der Griffel ist schlank und die Narbe leicht zweilappig bis ganz. Es ist meist ein Diskus vorhanden.
Die rundlichen oder breit-ellipsoiden, septizide und innen behaarten Kapselfrüchte öffnen sich mit vier Klappen und enthalten zahlreiche Samen. Der Griffel ist meist beständig. Die relativ kleinen Samen sind länglich bis elliptisch.
Die Chromosomenzahl ist für Russelia equisetiformis, für Russelia juncea und für Russelia sarmentosa 2n = 20.

## Systematik und Verbreitung

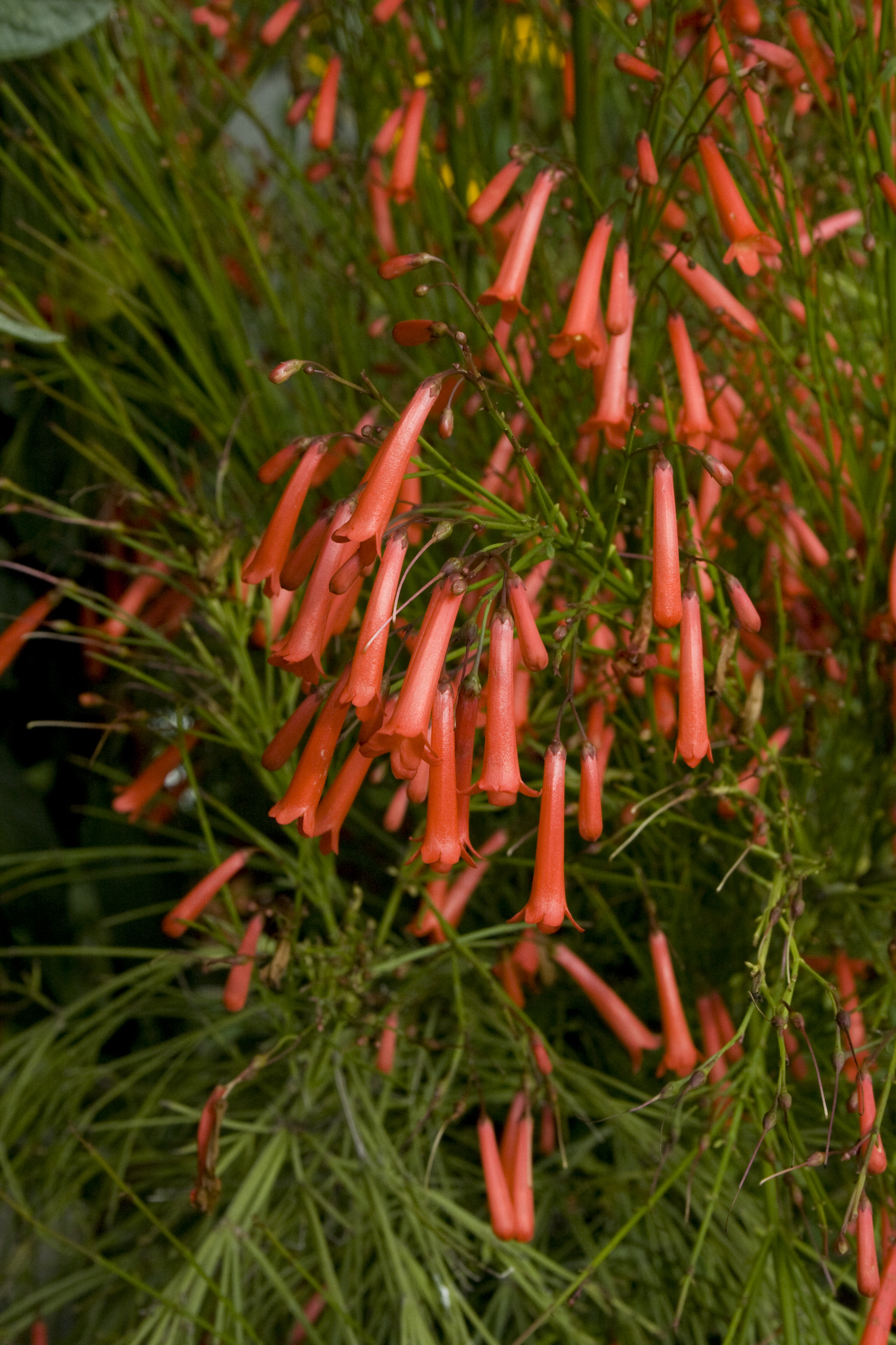
Russelia equisetiformis

Die Gattung Russelia wurde 1760 durch Nikolaus Joseph Freiherr von Jacquin in Enumeratio Systematica Plantarum, quas in insulis Caribaeis 6, Seite 25 aufgestellt. Der Gattungsname Russelia ehrt den schottischen Arzt und Naturwissenschafter Alexander Russell (etwa 1715 bis 1768). Typusart ist Russelia sarmentosa Jacq. Ein Homonym ist Russelia L. f. = Vahlia Thunb.
Die Gattung Russelia gehört zusammen mit der Gattung Tetranema zur Tribus Russelieae Pennell innerhalb der Familie der Wegerichgewächse (Plantaginaceae).
Das natürliche Verbreitungsgebiet der Arten reicht von Mexiko bis in das tropische Südamerika. Das Zentrum der Artenvielfalt liegt in Mexiko.
Der Gattung werden etwa 40 bis 50 Arten zugeordnet:
- Russelia acuminata Carlson: Mexiko und Guatemala.[9]
- Russelia campechiana Standl.: Südöstliches Mexiko und Guatemala.[9]
- Russelia chiapensis Lundell: Südöstliches Mexiko bis Honduras.[9]
- Russelia coccinea (L.) Wettst.: Mexiko und Guatemala.[9]
- Russelia contrerasii B.L.Turner: Mexiko und Guatemala.[9]
- Russelia conzattii Carlson: Mexiko.[9]
- Russelia cora  Méndez-Lar. & O.Téllez: Mexiko (Nayarit).[9]
- Russelia cuneata B.L.Rob.: Mexiko.[9]
- Russelia equisetiformis Schltdl. & Cham.: Mexiko.[9]
- Russelia floribunda Kunth: Mexiko.[9]
- Russelia furfuracea Brandegee: Mexiko.[9]
- Russelia grandidentata Carlson: Baja California Sur.[9]
- Russelia hintonii Lundell: Mexiko (Guerrero).[9]
- Russelia iltisneeana B.L.Turner: Mexiko.[9]
- Russelia jaliscensis B.L.Rob.: Mexiko.[9]
- Russelia laciniata Standl. & Steyerm.: Guatemala.[9]
- Russelia lanceifolia Lundell: Mexiko (Guerrero).[9]
- Russelia leptopoda Lundell: Mexiko (Michoacán).[9]
- Russelia longifolia Carlson: Südöstliches Mexiko bis Honduras.[9]
- Russelia longisepala Carlson: Mexiko (Chiapas) und Guatemala.[9]
- Russelia maculosa Lundell: Mexiko.[9]
- Russelia manantlana B.L.Turner: Mexiko.[9]
- Russelia maritima L.
- Russelia multiflora Sims (Syn.: Russelia elongata Carlson): Mexiko.[9]
- Russelia obtusata S.F.Blake: Mexiko.[9]
- Russelia parvifolia Carlson: Zentrales und südwestliches Mexiko, Belize und Guatemala.[9]
- Russelia polyedra Zucc.: Mexiko bis Honduras.[9]
- Russelia pringlei B.L.Rob.: Südwestliches Mexiko.[9]
- Russelia pubescens Lundell: Mexiko.[9]
- Russelia purpusii Brandegee: Mexiko.[9]
- Russelia retrorsa Greene: Mexiko.[9]
- Russelia rotundifolia Cav.: Nordöstliches und südwestliches Mexiko.[9]
- Russelia rugosa B.L.Rob.: Guatemala und Honduras.[9]
- Russelia sarmentosa Jacq.: Mexiko bis Kolumbien, Französisch-Guayana und Kuba.[9]
- Russelia sonorensis Carlson: Mexiko.[9]
- Russelia staleyae Carlson: Mexiko (Oaxaca).[9]
- Russelia standleyi Carlson: Guatemala und El Salvador.[9]
- Russelia steyermarkii Carlson: Mexiko (Chiapas) und Guatemala.[9]
- Russelia syringifolia Schltdl. & Cham.: Mexiko.[9]
- Russelia tenuis Lundell: Mexiko.[9]
- Russelia tepicensis B.L.Rob.: Mexiko.[9]
- Russelia teres Lundell: Mexiko (Michoacán).[9]
- Russelia ternifolia Kunth: Mexiko.[9]
- Russelia tetraptera S.F.Blake: Mexiko.[9]
- Russelia verticillata Kunth: Mexiko bis Honduras.[9]
- Russelia villosa Lundell: Zentrales und südwestliches Mexiko.[9]
- Russelia worthingtonii B.L.Turner: Mexiko.[9]

## Verwendung
Zumindest eine Art, Russelia equisetiformis, wird in den Tropen und Subtropen häufig als Zierstrauch verwendet.